# Kostas Manolas
Konstantinos "Kostas" Manolas (în greacă Κωνσταντίνος "Κώστας" Μανωλάς, n. 14 iunie 1991, Naxos, Administrația descentralizată a Mării Egee⁠⁠(d), Grecia) este un fotbalist grec, care joacă pe post de fundaș central la Pannaxiakos F.C.⁠(d) în Gamma Ethniki⁠(d). Pe plan internațional, are prezențe la națională pentru Grecia și Grecia U21⁠(d).
Manolas a reprezentat Grecia la Campionatul Mondial de Fotbal 2014. Este nepotul fostului fotbalist grec Stelios Manolas.

## Palmares
AEK Atena
- Cupa Greciei (1): 2010–11

Olympiacos
- Superliga Greacă (2): 2012-13, 2013-14
- Cupa Greciei (1): 2012–13
- Finalist Troféu Cinco Violinos (1): 2012[4]

Napoli
- Coppa Italia: 2019–20[5]

Sharjah
- UAE President's Cup: 2022–23
- UAE League Cup: 2022–23
- UAE Super Cup: 2022